# Sabine Dahinden

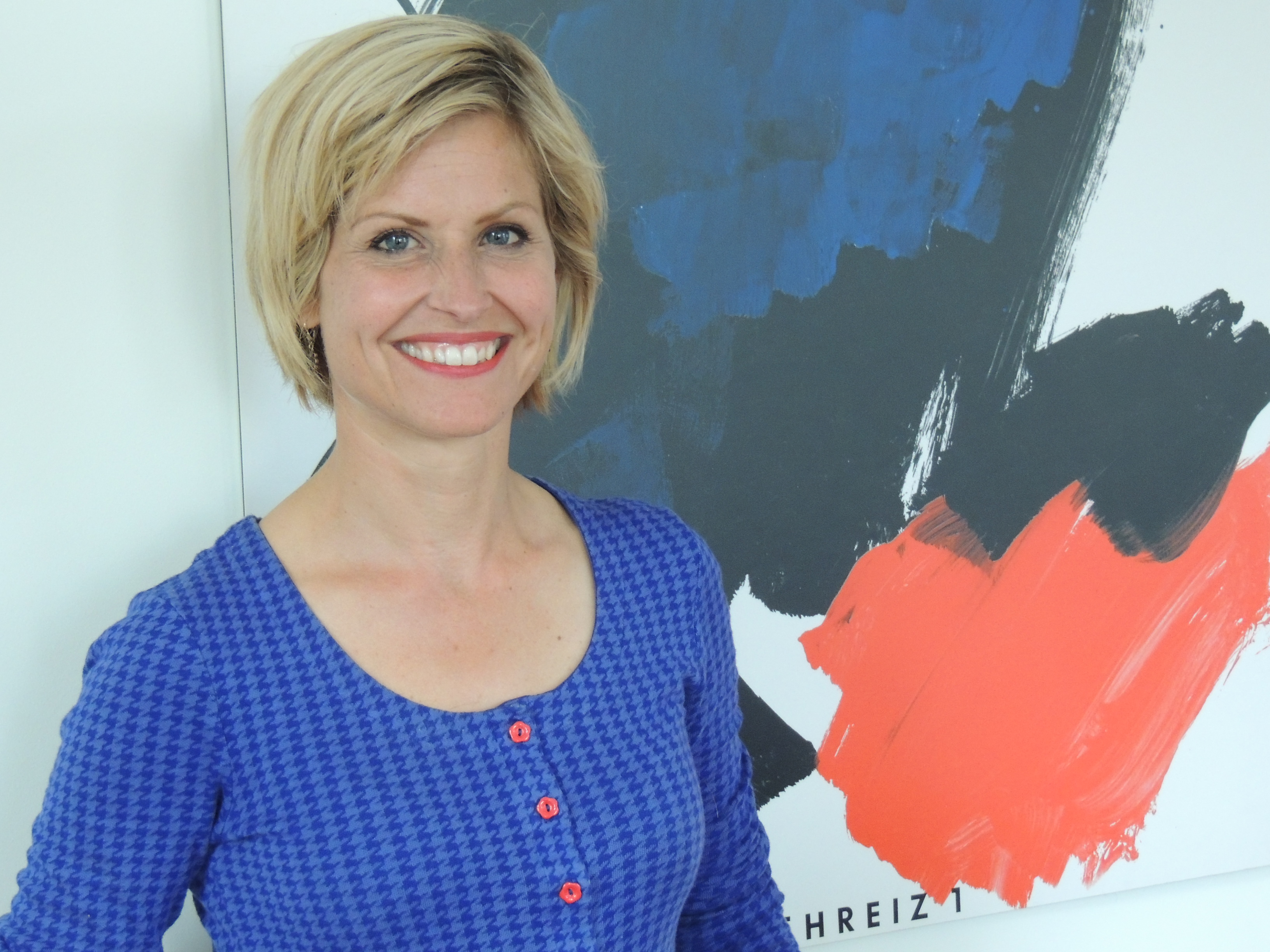
Sabine Dahinden (2014)

Sabine Dahinden Carrel (* 14. August 1968 in Altdorf) ist eine Schweizer Fernsehmoderatorin. Sie arbeitet beim Schweizer Fernsehen als Moderatorin und Redaktorin. Als Reporterin veröffentlicht sie Berichte für verschiedene Newssendungen von SRF, sie schneidet Beiträge für SRF-Online und schreibt Texte.
Ausserdem konzipiert, dreht, schneidet und vertont sie Videos und Kurzfilme für Stiftungen und für die Kulturplattform ARTTV.

## Leben
1988 machte Sabine Dahinden die Matura Typus B am Kollegium Karl Borromäus (Kantonsschule Uri) in Altdorf. Anschliessend studierte sie an der Universität Bern Germanistik, sie schloss ihr Studium (deutsche Literatur- und Kulturgeschichte, Französisch, Geschichte) 1994 mit dem Sekundarlehrerpatent ab (Master of Education).
1994 bis 1995 arbeitete sie als Redaktorin/Reporterin bei Radio Sunshine im Kanton Zug.
1995 begann Sabine Dahinden ihre Arbeit beim Schweizer Fernsehen als Moderatorin und Redaktorin der Sendung TAF (Tagesfernsehen).
1998 wechselte sie als Stagiaire in die Redaktion von Schweiz aktuell, wo sie im Juni 2000 auch Reporterin/Redaktorin wurde. Seit März 2001 ist sie zudem Moderatorin der Sendung.
2008 machte sie einen kurzen Moderationsaustausch mit dem ORF und trat mehrmals bei «Wien heute» auf.
Nebst tagesaktuellen Liveschaltungen in der ganzen Schweiz und Reportagen hat sie diverse mehrstündige Livesendungen des Schweizer Fernsehens moderiert. Seit 2011 hat sie auch eine eigene SRF-Sommerserie mit heiteren Themen und spannenden Begegnungen in der Schweiz.
Am 8. Mai 2016 gewann Sabine Dahinden den Prix Walo in der Sparte Publikumsliebling.
Sie moderiert regelmässig spezielle Anlässe im Auftrag von Stiftungen, schreibt Kolumnen und Reden, tritt bei Lesungen auf und schneidet Webvideos.

## Privates
Sabine Dahinden ist seit September 2010 mit dem Herzchirurgen und Universitätsprofessor Thierry Carrel verheiratet. Felix Schenker, Chefredaktor des Schweizer Kultursenders arttv.ch und der Schweizer Schlagersänger Leonard sind ihre Cousins. Sabine Dahinden hat drei Geschwister: Franziska Dahinden (Sängerin, Querflötistin, Theaterregisseurin), Michael Dahinden (Organist, Theologe) und Tobias Dahinden (Application Engineer, Vermessungsingenieur). Ihr Vater war der Politiker und Liedermacher Hansheiri Dahinden (1932–2022).